# Мистер Чёрч
«Мистер Чёрч» (англ. Mr. Church) — американская драма 2016 года, созданная режиссёром Брюсом Бересфордом по рассказу Сьюзан Макмартин. Фильм дебютировал 22 апреля 2016 года на кинофестивале Трайбека и был выпущен в прокат 16 сентября 2016 года.

## Сюжет
События разворачиваются в начале 70-х годов 20 века. Шарлотта «Шарли» Брукс (Бритт Робертсон) живёт вместе со своей матерью-одиночкой Мэри Брукс (Наташа Макэлхон) в небольшой квартире. Однажды она просыпается от шума приготовления пищи и выйдя на кухню она видит странного незнакомца по имени Генри Джозеф Чёрч (Эдди Мерфи). Шарли не нравится этот таинственный человек в своем доме. Мэри узнает, что его принял на работу её покойный возлюбленный, чтобы следить за ней и её домом, так как у Мэри был диагностирован рак молочной железы и ей оставалось жить шесть месяцев. Мистер Чёрч должен был за ней ухаживать все эти шесть месяцев.
Шесть лет спустя, Мэри все ещё живёт, и мистер Чёрч стал непременным атрибутом в домашнем хозяйстве. Шарли уже учится в старшем классе средней школы и она теперь знает о раке своей матери. Мать Шарли умирает вскоре после выпускного. Мистер Чёрч помогает ей поступить в Бостонский университет. Он даёт ей конверт, в котором находится пять тысяч долларов, которые мистер Чёрч сохранял с талонов, которые ему давала Мэри, чтобы покупать еду.
Два года спустя беременная Шарли появляется на пороге дома мистера Чёрча в Лос-Анджелесе и просит пожить у него некоторое время. Чёрч принимает её с условием, что она будет уважать его частную жизнь. Шарли видит, как мистер Чёрч приходит домой пьяным. Однажды пьяный Чёрч выгоняет её из дома за то, что она без спроса зашла в его комнату. Среди ночи она уезжает на своей машине и ночует в ней на стоянке возле магазина. Утром, когда Шарли выходит из магазина, она встречает своего бывшего одноклассника Эдди Ларсона. Парень, по всей видимости, начинает спиваться. Тут её сбивает скейтбордист, и Эдди отвозит девушку в больницу. Мистер Чёрч приходит в больницу и забирает Шарли к себе. Вскоре она благополучно рожает девочку и называет её Иззи. Вместе с дочерью Шарли остаётся жить в доме мистера Чёрча, а позднее получает работу официантки. Мистер Чёрч продолжает куда-то уходить по вечерам и возвращаться пьяным вдребезги.
Эдди, который встретил Шарли на парковке, признался ей, что в то утро собирался «закинуться» таблетками и алкоголем и отправиться на тот свет. Инцидент с Шарли нарушил его планы и спас ему жизнь. После этого он поборол алкогольную зависимость и женился.
Пять лет спустя мистер Чёрч заболевает. Шарли отвозит его к врачу, но спустя некоторое время он умирает. На похоронах она встречает владельца джаз-кафе «Желе», который рассказывает, что «рукастый» (мистер Чёрч) по вечерам играл у него в кафе на пианино и говорит, что он был замечательным человеком. Фильм заканчивается тем, что Шарли пишет историю своей жизни с мистером Чёрчем.

## В ролях
- Эдди Мерфи — Генри Джозеф Чёрч
- Британи Робертсон — Шарлотта «Шарли» Брукс
  - Натали Коглин — маленькая Шарлотта
- Наташа Макэлхон — Мэри Брукс
- Завьер Сэмюел — Оуэн
  - Линкольн Мелчер — маленький Оуэн
- Люси Фрай — Поппи
  - Мэдисон Вульф — маленькая Поппи
- Кристиан Мэдсен — Эдди Ларсон
- Маккенна Грейс — Иззи
- Том Бэрри — Фрэнки Твиггс

## Производство
В октябре 2013 года выяснилось, что Дэвид Анспо снимет фильм по сценарию Сьюзан Макмартин, с Ли Нельсоном, Дэвидом Бюловом и Дэвидом Тишем, которые спродюсируют из компании Envision Media Arts, а Брэд Каплан будет продюсировать под от компании Evolution Entertainment. В апреле 2014 года было объявлено, что в фильме снимутся Сэмюэл Л. Джексон, Ума Турман и Джуно Темпл. В октябре 2014 года Эдди Мерфи присоединился к фильму, заменив Джексона, который ушёл из-за конфликта с режиссёром фильма Брюсом Бересфордом. Марк Кантон и Кортни Соломон присоединились к проекту в качестве продюсеров. В ноябре 2014 года Бритт Робертсон присоединилась к фильму. Рабочее название фильма было «Cook», но он был переименован в «Henry Joseph Church», полное имя персонажа Мерфи. Позднее он был снова переименован в «Mr. Church».

### Съёмки
Основные съёмки начались 24 ноября 2014 года в Лос-Анджелесе, Калифорния. Производство завершилось 12 января 2015 года. Бюджет фильма составил 8 миллионов долларов — это самый дешёвый фильм в карьере Мерфи.

## Релиз
В декабре 2014 года был выпущен первые фото Мерфи и Робертсон в роли Генри Чёрча и Чарли Брукс.
Мировая премьера фильма состоялась на кинофестивале Трайбека 22 апреля 2016 года. Позже компания Warner Bros. Pictures приобрела права на распространение фильма. Премьера в кинотеатрах США состоялась 16 сентября 2016 года.

## Критика
Фильм получил негативные отзывы от критиков, хотя актерская игра Эдди Мерфи получила высокую оценку. На обзорном агрегаторе Rotten Tomatoes фильм имеет рейтинг одобрения 19 % исходя из 31 отзыва со средним рейтингом 4,5 из 10. На Metacritic фильм имеет 37 баллов из 100 основанных на 12 отзывах критиков, что указывает на «в целом неблагоприятные отзывы». Негативно о фильме отозвался Люк Томпсон из журнала Forbes, при этом высоко оценил игру Мерфи. Он написал: «возможно „Мистер Чёрч“ действительно больше любил свою белую „семью“. Но что-то говорит мне, что было бы более интересно услышать, как он рассказывал свою историю, а не выражал её глазами привилегированной девушки, которой он служил, чьи жизненные проблемы так легко решались все времена».